# 대한민국의 실업 축구
실업축구(實業蹴球)란 소속한 회사에서 일을 하면서 경기를 하는 아마추어 축구를 뜻하나, 실제로는 전업 축구선수로 구성된 세미프로 형태가 많다. 대한민국에서 가장 오래된 축구 리그를 구성하고 있으며, 실업축구리그(1939)로부터 시작하여 전국실업축구연맹전(1964-2002), 한국 내셔널리그(2003-)로 이어지고 있다. 프로축구 창설 이전에는 1부 리그의 역할을 해왔으나, 프로축구 창설 후 2부 리그의 역할을 하고 있다.

## 초창기 실업축구

### 실업팀들의 등장 (1910년대–1930년대)
대한민국 실업축구의 시작은 20세기 초까지 거슬러 올라갈 수 있다. 축구 붐과 함께 학교팀, 학교 OB(졸업생)팀, 순수 동호회 팀과 같은 각종 유형의 클럽들이 등장하는 가운데, 같은 직장 내 사람들로 이루어진 실업팀들도 등장한다. 특히 상공업이 발달했던 서울과 평양 두 도시를 중심으로 실업팀들의 활동이 활발했으며, 이들은 전국 단위 대회에 참가하기도 하였다. 가령 1921년 제1회 전조선축구대회에 한성은행(조흥은행의 전신) 축구팀이 참가한 기록이 있으며, 1922년 제2회 전조선축구대회에는 평양의 주작구락부라는 실업팀이 참가한 기록이 있다.
그러나 실업팀에 대한 체계적 운영에 있어서는 서울에서 열린 전조선축구대회(조선체육회 주최)보다 평양에서 열린 전조선축구대회(관서체육회 주최)의 움직임이 더 빨랐다. 1930년 평양에서 열린 제6회 전조선축구대회(관서체육회 주최)에서부터는 실업부가 창설되어 평양 일대의 실업팀들이 참가하게 되었으며, 1942년 마지막 대회에서는 경평대항실업축구전이라는 부문이 따로 만들어져 평양과 서울의 실업팀 연합이 2경기를 치른다.

### 경성실업축구연맹 결성과 실업축구리그 (1939년)
한편 1939년에는 서울 일대의 실업축구계 인사들이 모여 실업축구연맹을 만들고 제1회 실업축구리그를 개최한다. 비록 이 리그는 1회를 끝으로 중단되지만, 경성실업축구연맹은 이후 서울시실업축구연맹으로 이름을 바꾸며, 이후 한국실업축구연맹으로 이어진다. 당시 가맹 단체로는 주로 경성을 기반으로 했던 공기업이나 은행, 사기업체들이 있는데, 이들은 해방 이후에도 대한민국 실업축구의 근간이 된다. 이처럼 서울이 한국 정치, 경제의 중심지로서 주요 기업들의 본거지라는 점에서 실업축구의 활동도 주로 서울을 중심으로 이루어졌으며, 이는 역으로 이후 40여년 간 한국축구에서 1부 리그 역할을 하는 실업축구에 지역 연고 도입을 어렵게 하는 이유가 되기도 한다.

### 해방과 한국전쟁 직후 (1940년대–1960년대 초)
해방 이후인 1946년부터 서울신문 주최로 다시 실업축구대회가 열린다. 1949년에는 대한축구협회 서울시지부 주최로 리그의 틀을 갖추어 봄과 가을 서울시실업축구연맹전을 개최하며, 1946년 이후 매년 열리던 실업축구대회는 그 사이에 열려 일종의 리그컵 역할을 한다. 그러나 한국전쟁으로 인해 1950년 춘기 실업축구연맹전을 끝으로 모든 실업축구대회는 중단된다. 1950년대에 실업축구 자체만을 위한 대회나 리그의 기록은 찾아보기 어려우며, 다만 전국축구선수권대회나 대통령배쟁탈축구대회, 전국체육대회 및 전국도시대항축구대회 등에 실업팀들이 참가했던 기록은 있다.
이렇게 1950년대가 끝나고 1960년대가 시작된다. 아시안컵 2연패 달성, 여러 실업팀의 창단 등으로 축구의 열기가 뜨거워져 가는 가운데, 1960년 8월 서울특별시체육회 주최 실업축구대회가 열린다. 1963년 3월에는 경남축구협회와 국제신보사 공동 주최로 부산공설운동장에서 군실업대학초청축구대회가 열리며, 이어 6월에는 대한축구협회 주최로 서울운동장에서 춘계 전국일반및군,대학종별축구리그전이 열린다.

## 실업축구연맹전

### 프로축구 출범 전(1964년–1983년)
1964년 7월 전국실업축구연맹(이후 한국실업축구연맹) 주최로 제1회 춘계 전국실업축구연맹전이 열린다. 일종의 정규리그로서 매년 봄, 가을 두 차례에 걸쳐 대회가 열렸으며, 이후 프로축구리그가 창설되기 전까지 전국실업축구연맹전은 대한민국 축구의 1부 리그 역할을 한다. 1960년 후반에는 금융단 축구단이 대거 창단되어 금융단 축구대회가 따로 열릴 정도로 큰 비중을 차지했으며, 한국실업축구 발전에 한 획을 긋는다.
이후 1960년대부터 형성된 실업축구의 리그 운영은 대략 다음과 같다.
- 한국실업축구연맹 주최
  - 전국실업축구연맹전(춘계/추계, 2002년 제39회 대회를 마지막으로 2003년부터 현 내셔널리그 정규리그로 전환)
  - 군-실업 축구대회(1993년 제25회 대회를 마지막으로 폐지)
  - 대통령배 금융단 축구대회 (1993년 제25회 대회를 마지막으로 폐지)
  - 국무총리배 금융단 축구대회 (1976년 제8회 대회를 마지막으로 폐지)
  - 전국실업축구선수권대회 (2002년 제11회 대회를 마지막으로 2003년부터 현 내셔널리그 축구선수권대회로 전환)

- 대한축구협회 주최
  - 전국축구선수권대회 (2000년 제55회 대회를 마지막으로 2001년부터 현 FA컵과 통합)
  - 대통령배 전국축구대회 (2009년 제57회 대회를 마지막으로 폐지)

- 대한체육회 주최
  - 전국체육대회

대회숫자 자체가 적은 것은 아니었으나, 각종 중소 대회의 난립으로 축구팬들의 외면 속에 텅빈 스탠드에서 펼쳐지는 대회가 많았다. 이에 실업축구연맹에서는 리그를 1부와 2부로 나누어 승강제를 하는 디비전 시스템을 구상하며, 이를 위해 1975년 춘기리그에는 19개 팀이 171게임을 치르는 풀리그 제도를 도입한다. 그리고 그 우승팀은 가을에 한일실업축구정기전에 참가하여 일본 실업 우승팀과 경기를 갖도록하여, 현재의 AFC 챔피언스리그 역할을 하게 한다. 하지만 일부 실업팀의 반발로 디비전 제도는 백지화되며, 이는 40여년이 지난 오늘날까지도 한국 축구의 숙제로 남아있다.

### 프로축구 출범 후 (1983년–2002년)
1983년 프로축구 슈퍼리그의 개막을 앞두고, 1982년 말 실업축구를 1, 2부로 나누고 명칭을 코리언리그로 바꾸는 계획이 발표된다. 즉 1980-1982년 세 시즌의 성적에 따라 1983년부터는 리그를 두개로 나누어 승강제를 하겠다는 것으로, 사실 이 계획은 1980년에 시행되려다 구단들의 반발로 무산되었던 적이 있었다. 1983년 코리언리그는 한국 축구 최초로 1부 7개팀, 2부 8개팀으로 구분하여 리그를 운영하며, 1부의 경우 프로축구처럼 연고지 제도를 도입한다(2부는 서울에서만 경기). 즉 이 해에는 슈퍼리그(1부), 코리언리그 1부(2부), 코리언리그 2부(3부)의 세 개 디비전이 있었던 것이다. 하지만 1984년 대한축구협회는 다시 이를 통합리그로 환원시키며, 체육부의 외래어 순화 정책으로 대회 명칭 역시 실업축구연맹전으로 돌아온다.
이후 1980, 90년대 실업축구는 2부 리그로서 역할을 하나, 프로축구와 승강제는 이루어지지 않는다. 한편 1991년에는 제1회 전국실업축구선수권대회가 열리며, 이는 리그컵대회로서 현재의 내셔널축구선수권대회로 이어지고 있다.
아울러 1989년에는 전반기(청룡) 후반기(화랑) 운영으로 바뀌었으며 청룡리그 당시에는 연고지 제도가 시행되기도 했다.

## 내셔널리그 (2003년–2019년)
2000년 대한축구협회가 프로 2부리그 창단 방안을 검토하면서 기존의 춘계실업연맹전을 실험적으로 현대자동차 K2리그로 운영하였고, 그 후 2001년 '프로2부리그 도입을 포함한 축구발전 10대 과제 연구용역 및 발표', 2002년 '프로2부리그 도입을 포함한 축구발전 10대 과제 연구용역 및 발표' 등 다각도의 준비 작업을 거쳐 2003년 K2리그라는 이름으로 재출범한다. 이는 대한민국 축구 리그 시스템에서 2부 리그에 해당한다. 2006년 리그 이름을 내셔널리그(Korea National League)로 변경하여 2019년까지 지속되었다.
2020년부터 내셔널리그는 새로 출범하는 3부 세미프로리그인 K3리그에 합병되면서 내셔널리그는 2019시즌을 끝으로 역사 속으로 사라졌다.

## 참고 문헌
- 大韓蹴球協會 편 『韓國蹴球百年史』라사라, 1986.